# Fylkeskommune

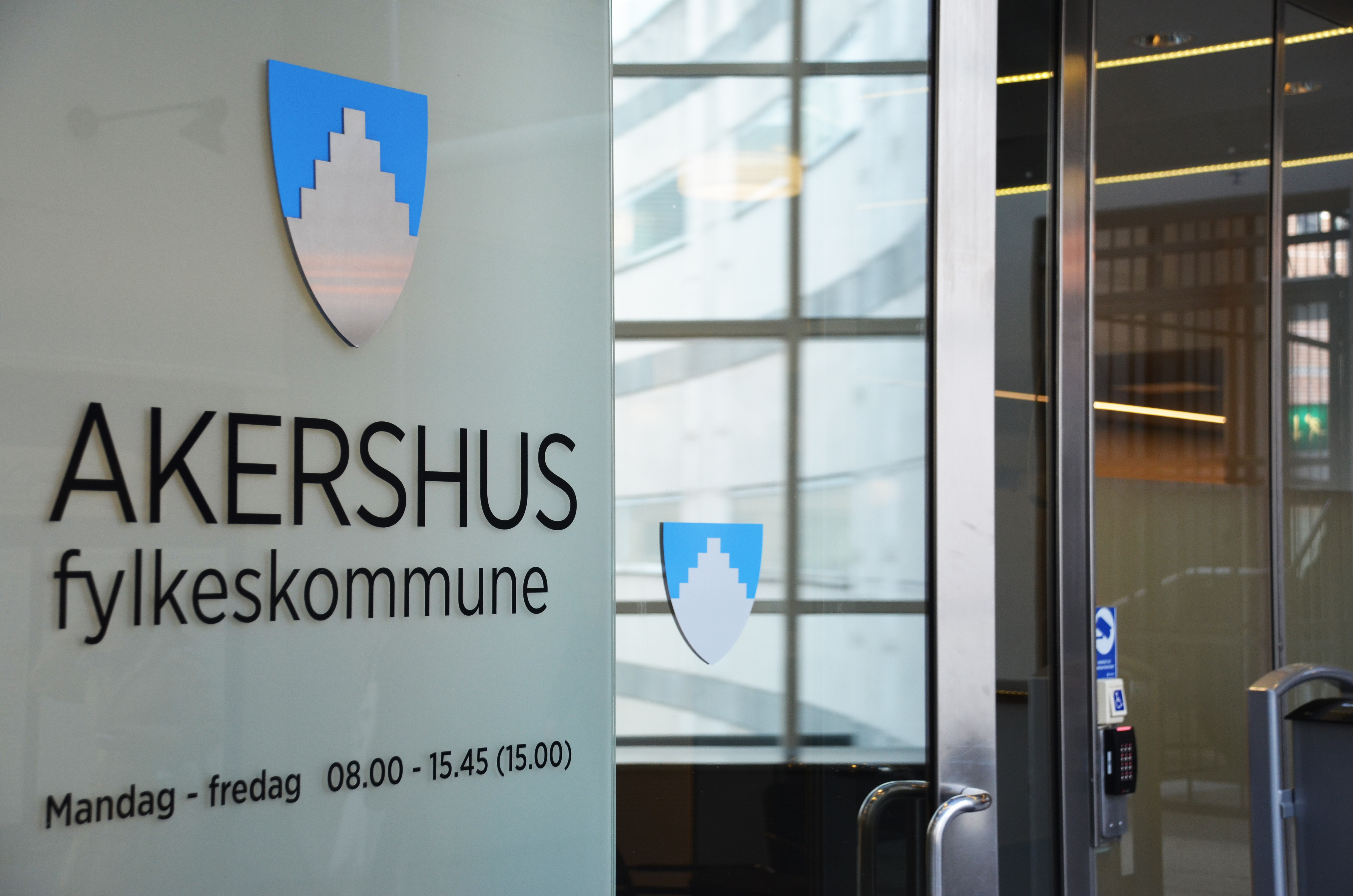
Logo der Fylkeskommune Akershus

Die Fylkeskommune ist die politische Einheit einer norwegischen Provinz (Fylke). Zu jedem Fylke bis auf Oslo gibt es eine Fylkeskommune, die den gleichen Namen wie das Fylke tragen muss. Das dazugehörige Parlament ist das Fylkesting, welches vom Fylkesordfører geleitet wird. Im Gegensatz zum Statsforvalter (bis Ende 2020 Fylkesmann), der von der Regierung Norwegens eingesetzt wird und oberster Leiter der Verwaltung ist, werden die Fylkesting-Abgeordneten direkt vom Volk gewählt.

## Geschichte
1837 setzte ein Gesetz fest, dass sich gewisse Bürgermeister, der Fylkesmann und die Vogte einer Provinz einmal im Jahr treffen sollten, um etwa den Etat einer Fylkeskommune zu beschließen. Die Provinzen verfügten über keine eigenen Steuereinnahmen, sondern waren auf die Abgaben der Kommunen und des Staates angewiesen.
Nach dem Ende des Zweiten Weltkriegs wurden den Fylkeskommunen immer mehr Aufgaben übertragen, so etwa ab 1969 der Betrieb von Krankenhäusern. 1976 erfolgte die Abspaltung des Amts des Fylkesmanns (seit 2021 Statsforvalter), der nun nicht mehr für die Verwaltung zuständig ist, sondern als Regierungspräsident dient. In diesem Jahr sorgte eine Gesetzesänderung außerdem für die erstmalige direkte Wahl der Abgeordneten im Fylkesting und die Einführung einer Steuer für die Provinzen. Insgesamt wurden die Fylkeskommunen durch die Änderungen in dieser Zeit von den Kommunen und dem Staat Norwegen unabhängiger.
Kurz nach diesem Wandel nahm der Einfluss der Fylkeskommen bereits wieder ab. Im Jahr 2002 wurde ihnen der Betrieb der Krankenhäuser abgenommen. Auch die Wahlbeteiligung ist im Vergleich zu den nationalen Parlamentswahlen und den Kommunalwahlen eher gering. Durch die Lokalreformen, die ab 2020 voll wirksam werden, werden erneut mehr Aufgaben an die Provinzen übergeben, um diese zu stärken.

## Organisation
Die Legislative einer Fylkeskommune ist das Fylkesting, welches in einigen Aufgabenbereichen durch die Fylkesutvalg vertreten wird. Bei der Fylkesutvalg handelt es sich um mindestens fünf vom Parlament aus seinen eigenen Reihen gewählten Vertretern. Die Fylkesutvalg beschließt unter anderem den Haushaltsplan. Vorsitzender der Fylkesutvalg ist der Fylkesordfører (Fylkesbürgermeister), der die Sitzungen des Fylkestings und der Fylkesutvalg leitet. Bis 1964 übernahm der von der norwegischen Regierung eingesetzte Fylkesmann die Leitung der Fylkesutvalg.
Der Verwaltungschef einer Fylkeskommune ist seit 1976 der Fylkesrådmann. Davor war der Fylkesmann neben seiner heutigen Bestimmung auch für die administrative Leitung seiner Provinz zuständig. Zum Aufgabenbereich des Fylkesrådmanns gehört unter anderem die Überwachung dessen, dass die Verwaltung die verabschiedeten Gesetze einhält. Er wird nicht von der Bevölkerung gewählt, sondern ist als Beamter eingestellt.

## Aufgabenbereich
Die Fylkeskommunen sind für weiterführende Schulen, Bibliotheken, Kulturverwaltung, Stromerzeugung, Straßen, Zahngesundheit und wirtschaftliche Entwicklung zuständig. Bis 2002 zählte außerdem die allgemeine Gesundheitsinfrastruktur, also auch Krankenhäuser, zu ihren Verantwortungen.

## Fylkeskommunen
Bis Ende 2017 wurde Norwegen in 19 Fylker unterteilt. Zum 1. Januar 2018 vereinte man die beiden Provinzen Sør- und Nord-Trøndelag zu Trøndelag. Am 1. Januar 2020 sank die Zahl durch einen Beschluss aus dem Juni 2017 weiter auf elf Fylker. Drei dieser neu gegründeten Fylker (Viken, Vestfold og Telemark und Troms og Finnmark) wurden zum 1. Januar 2024 wieder aufgelöst, so dass es nun insgesamt 15 Fylker gibt. Da Oslo keine Fylkeskommune bildet, gibt es also insgesamt vierzehn Fylkeskommunen.
- Agder (aus Aust-Agder und Vest-Agder)
- Akershus
- Buskerud
- Finnmark
- Innlandet (aus Hedmark und Oppland)
- Møre og Romsdal
- Nordland
- Rogaland
- Telemark
- Troms
- Trøndelag (aus Sør-Trøndelag und Nord-Trøndelag)
- Vestfold
- Vestland (aus Hordaland und Sogn og Fjordane)
- Østfold